# 로나 미트라
로나 미트라(Rhona Mitra, 1975년 8월 9일 ~ )는 잉글랜드의 배우, 가수이다.

## 영상 목록

### 영화
- 할로우 맨 (2000)
- 데이비드 게일 (2003)
- 더블 타겟 (2007)

### 텔레비전
- 더 프랙티스 (2003-04)

## 음반 목록

### 정규 앨범
- Come Alive (1998)
- Female Icon (1999)

### 싱글
- Getting Naked (1997)